# Delahaye Type 44
Der Delahaye Type 44 ist ein frühes Pkw-Modell. Hersteller war Automobiles Delahaye in Frankreich.

## Beschreibung
Die Fahrzeuge wurden zwischen 1911 und 1914 hergestellt. Ein Wagen war 1911 auf dem Pariser Autosalon ausgestellt.
Der Type 44 war das erste Modell von Delahaye mit einem Sechszylinder-Ottomotor. Als V-Motor war er einer der ersten seiner Art. Er ist vorn eingebaut und hat einen Hubraum von 3181 cm³ bei einer Bohrung von 75 mm und einem Hub von 120 mm; die Leistung beträgt 28 PS. Steuerlich war der Wagen in Frankreich mit 18–24 CV eingestuft.
Das Fahrgestell entspricht weitgehend dem des Delahaye Type 43, der einen Vierzylindermotor ähnlicher Größe und Leistung sowie auch Hinterradantrieb hat. Der Radstand beträgt zwischen 3050 und 3225 mm. Bekannt sind die Karosseriebauformen Tourenwagen und Coupé.